# ستيفن باردو
ستيفن باردو (بالإنجليزية: Stephen Bardo)‏ مواليد 5 أبريل 1968 في هندرسون، هو لاعب كرة سلة أمريكي سابق. بدأ مسيرته الاحترافية في سنة 1990. تم اختياره من قبل فريق أتلانتا هوكس خلال الدرافت. يبلغ طوله 6 قدم 5 بوصة (2.0 م). اعتزل اللعب في 2000.

## المسيرة الاحترافية
لعب مع سان أنطونيو سبرز في سنة 1992، ثم لعب مع دالاس مافيريكس في موسم 1992–1993، ثم لعب مع باريس لوفالوا في الدوري الفرنسي في سنة 1993، ثم لعب مع فابريانو باسكت في موسم 1993–1994.

## روابط خارجية
- ستيفن باردو على موقع إن بي أي (الإنجليزية)
- ستيفن باردو على موقع سبورتس رفرنس (الإنجليزية)
- ستيفن باردو على موقع الدوري الإسباني لكرة السلة (الإسبانية)
- ستيفن باردو على موقع كرة السلة الأوروبية.كوم (الإنجليزية)
- ستيفن باردو على موقع كلية كرة السلة في سبورتس رفرنس.كوم (الإنجليزية)
- ستيفن باردو على موقع ريلجم (الإنجليزية)
- ستيفن باردو على موقع بروبوليرز (الإنجليزية)
- ستيفن باردو على موقع سبورتس رفرنس (الإنجليزية)